# Ripley (Illinois)
Ripley és una població dels Estats Units a l'estat d'Illinois. Segons el cens del 2000 tenia 103 habitants.

## Demografia
Segons el cens del 2000, Ripley tenia 103 habitants, 43 habitatges, i 31 famílies. La densitat de població era de 104,7 habitants/km².
Dels 43 habitatges en un 20,9% hi vivien nens de menys de 18 anys, en un 60,5% hi vivien parelles casades, en un 2,3% dones solteres, i en un 27,9% no eren unitats familiars. En el 23,3% dels habitatges hi vivien persones soles el 9,3% de les quals corresponia a persones de 65 anys o més que vivien soles. El nombre mitjà de persones vivint en cada habitatge era de 2,4 i el nombre mitjà de persones que vivien en cada família era de 2,77.
Per edats la població es repartia de la següent manera: un 16,5% tenia menys de 18 anys, un 8,7% entre 18 i 24, un 27,2% entre 25 i 44, un 26,2% de 45 a 60 i un 21,4% 65 anys o més.
L'edat mediana era de 44 anys. Per cada 100 dones de 18 o més anys hi havia 120,5 homes.
La renda mediana per habitatge era de 31.250 $ i la renda mediana per família de 39.375 $. Els homes tenien una renda mediana de 26.250 $ mentre que les dones 20.417 $. La renda per capita de la població era de 12.210 $. Aproximadament l'11,4% de les famílies i el 7,9% de la població estaven per davall del llindar de pobresa.

## Poblacions més properes
El següent diagrama mostra les poblacions més properes.